# Гляціологія
Гляціологія (від лат. glacies — лід і …логія) — кригознавство —
- У широкому значенні — наука про форми, склад, будову та властивості криги в повітрі, на земній поверхні (льодовики, сніговий покрив та ін.) та під землею, їх поширення й процеси, що відбуваються в них (в атмосфері, гідросфері і літосфері). Як самостійна область знань сформувалася наприкінці 18 — початку 19 ст. Синонім загального льодознавства.
- У вузькому значенні — наука про льодовики, що вивчає умови й особливості їх походження, існування й розвиток, а також склад, будову, фізичні властивості і взаємодію з географічним середовищем. Гляціологія тісно пов'язана з фізикою, широко користується методами кліматології, геології й фізичної географії. В льодовиках Землі укладено 27-29 млн км3 води. Вивчення льодовиків дозволяє більш раціонально використовувати водні ресурси річок льодовикового живлення, допомагає запобігати катастрофам, що пов'язані з динамікою льодовиків (селі, повені й ін.), враховувати їх при проектуванні гірничих підприємств. Перші дослідження з гляціології проведені в Альпах у XVIII ст. Сьогодні гляціологічні дослідження проводять спеціалізовані установи в ряді країн світу — Швейцарії, США, Канаді, Італії, Франції, Великої Британії, Японії, Аргентині, Росії й т. д. Міжнародні наукові зв'язки та координацію здійснює Міжнародна комісія снігу й льоду геодезичного й геофізичного союзу.